# ネマニャ・アントノヴ
ネマニャ・アントノヴ（セルビア語: Немања Антонов, Nemanja Antonov、1995年5月6日 - ）は、セルビアのサッカー選手。ポジションはDF。

## クラブ歴
パンチェヴォに生まれ、同市内のカツァレヴォで育った。OFKベオグラードで下部組織からトップチームに昇格、2012-13シーズンにプロデビューした。
2015年7月にグラスホッパー・クラブ・チューリッヒに移籍。2017年8月30日に1シーズンの契約でパルチザン・ベオグラードに期限付き移籍した。

## 代表歴
U-19代表としてUEFA U-19欧州選手権2014に参加し準決勝に進出した。U-20代表としては2015 FIFA U-20ワールドカップに参加し優勝した。U-21代表としてはUEFA U-21欧州選手権2017に参加した。